# Crostau
Crostau (tiếng Sorbia Chróstawa) là một đô thị ở Thượng Lusatia ở huyện of Bautzen phía đông bang Sachsen nước Đức. Dân số cuối năm 2006 là 1700 người, diện tích 9,32 km².
Crostau tọa lạc trên các đồi thượng Lusatia. Xung quanh có nhiều đồi bao bọc, với các đỉnh cao như Kälbersteine (487 m), Potsberg (448 m), Wolfsberg (347 m), Horken (307 m), và Callenberger Berg (360 m).
Crostau có hai phần: Crostau thấp với lâu đài Kroste, Crostau cao với nhà thờ.